# Богдан Ігор
Ігор Богдан (нар. 4 червня 1954, с.Гутисько-Тур'янське) — український виконавець, заслужений артист України.

## Біографія
Ігор Богдан народився 4 червня 1954 р. у селі Гутисько-Тур'янське Буського району Львівської області. У 1976 р. закінчив Київський Інститут театрального мистецтва імені Карпенка-Карого. Кар'єру співака розпочав у 70-х роках. Був солістом ансамблю «Ватра».
В кінці 80-х років разом з Олегом Кульчицьким створили «Гурт Олега Кульчицького». Після цього кар'єрного етапу співак створив власний колектив «Галичани».
З 1992 року проживає у Канаді.

## Сім'я
Одружений, дружина Катерина. 
3 дітей: Роксолана-Оріанна, Марко-Микола і Вікторія-Анна. 